# Liste der Mitglieder der Deutschen Akademie der Naturforscher Leopoldina/1669
Die Liste der Mitglieder der Deutschen Akademie der Naturforscher Leopoldina für 1669 enthält alle Personen, die im Jahr 1669 zum Mitglied ernannt wurden. Insgesamt gab es drei neu gewählte Mitglieder.

## Mitglieder
| Nr. | Name                    | Beiname     | Geboren       | Aufnahme | Gestorben    | Bild              |
| --- | ----------------------- | ----------- | ------------- | -------- | ------------ | ----------------- |
| 33  | Heinrich Vollgnad       | Sirius I.   | 8. Mai 1634   | 20. Okt. | 3. Jan. 1682 |                   |
| 34  | Johannes Jänisius       | Arcturus    | 31. Okt. 1636 | 20. Okt. | 7. Dez. 1707 | Johannes Jänisius |
| 35  | Johannes Christian Mack | Pegasus II. | 24. Juni 1634 | 20. Okt. | 6. März 1701 |                   |